# فياضة سواج
مركز فياضة سواج؛ تقع غرب جنوب منطقة القصيم وتقع تحت جبل سواج من الجهة الجنوبية ومن أهم مراكز المحيطة بجبال سواج المشهورة ويحدها من الشمال مركز الشايدية الشبيكية.

## التاريخ
مركز فياضة سواج تقع جنوب غرب منطقة القصيم ومؤسسها عواض بن مغيران بن حميد وربعة الصلاّح من بني عمرو وفياضة سواج إقطاع من الأمير هندي بن ناهس الذويبي أمير الشبيكية للشيخ عواض مغيران بن حميد الصالحي رحمهما الله واسكنهما الله فسيح جناته ومن بعد عواض جاء إبنه الشيخ جزاء عواض بن مغيران ولازال حتى الآن أمير على فياضة سواج فهي تقريبا تاريخ الإقطاع في حدود سنة عام 1385هـ الموافق 1965م. وتقع تحت جبل سواج وو يقع في منطقة القصيم، ولقاء جبل سواج شهرة في الكتب والمراجع التاريخية، فيما أصبح اليوم معلماً مهماً يقصده السياح، لما يتميز به من نقوش ورسومات تعود إلى حضارات قديمة تبهر زواره. وسواج أحد جبال مدينة حمى ضرية في القصيم لذا عرف باسم «سواج الحمى»، إضافة إلى تسميات أخرى مثل «سواج طخفة»، لوقوعه إلى جوار جبل طخفة الشهير، و«سواج التناءة» نسبة إلى مدينة الشبيكية لتي تقع أسفل الجبل، وكان يسمى أيضاً بـ«سواج الخيل»، ويتميز الجبل بلونه الأسود.

## المعالم
فياضة سواج وهي عبارة عن عبلة واسعه تنسب اليها فياضه وهي تقع إلى الجنوب هذه العبلة يخترقها وادي مبهل الذي يصب وادي الداث هذه العبله تنحصر ما بين أجمل جبال منطقة القصيم جبل سواج وجبال طخفة إلى الجنوب الغربي منها وهي تمتد على مساحة كبيره عندما تقف فيها فانك ستشاهد شواهد عظيمه من الجبال والمعالم البارزة في تلك المنطقة كمثل جبال طخفه إلى الغرب تقريبا وجبل سواج شمالا وجبال النايع والنويع وعمودان واللهيب في الشمال الغربي وغربًا وجبل فرقين القريب من أبو نخلة شرقًا وجبال شعبا.

## السكان
يبلغ عدد سكان فياضة سواج 2.000 نسمة وسكانها هم الصلاّح من بني عمرو من حرب

## الموقع الجغرافي
تقع غرب منطقة القصيم وتبعد عن مدينة الشبيكية 15 كم، وتبعد عن مدينة بريدة 187 كم، وعن محافظة الرس 100 كم.

## المناخ
المناخ قاري صحراوي، حار جاف صيفًا بارد مُمطر شتاء وتبلغ درجة الحرارة صيفًا 45°م، وفي الشتاء تصل 3- مادون الصفر ومتوسط سقوط المطر 145 ملم.